# Comando Conjunto Aeroespacial
El Comando Conjunto Aeroespacial (COCAES) creado en 2014 es un comando conjunto con asiento en el Centro de Operaciones Aeroespaciales Merlo y con dependencia del Comando de Operaciones Conjuntas del Estado Mayor Conjunto de las Fuerzas Armadas.
Fue creado el 9 de abril de 2014 por resolución 230/14 del Ministerio de Defensa.

## Reseña
Creado el Sistema Nacional de Vigilancia y Control Aeroespacial (SINVICA) por decreto del 14 de octubre de 2004 facultando su ejecución por medio de la Fuerza Aérea Argentina. Así, la Fuerza Aérea ha ejercido la vigilancia y control del espacio aéreo (VYCEA), con el Operativo Fortín, Escudo Norte y Fortalecimiento Fortín desde 2011 en adelante, y el Operativo Fronteras e Integración Norte desde 2016 en adelante. Fue entonces resuelto crear este comando conjunto el 9 de abril de 2014 por resolución 230/14 del Ministerio de Defensa.
El Comando con sede en el Centro de Operaciones Aeroespaciales Merlo en la Base Aérea Militar Merlo ejerce las operaciones en coordinación con la Agrupación de Vigilancia del Ejército y las unidades navales de la Armada Argentina en su jurisdicción, así como las Fuerzas de Seguridad, la ANAC y EANA.